# Turó d'Agullàdols
{{Infotaula indret
- -     -       -         -           - = 333,8[1]

|localitzacio = Mediona (Alt Penedès)
}}
El Turó d'Agullàdols és una muntanya de 334 metres que es troba al municipi de Mediona, a la comarca catalana de l'Alt Penedès.